# فاني كوتينكون
فاني كوتنسون (بالفرنسية: Fanny Cottençon)‏ هي منتجة أفلام وممثلة فرنسية، ولدت في 11 مايو 1957 في الغابون.

## وصلات خارجية
- فاني كوتينكون على موقع IMDb (الإنجليزية)
- فاني كوتينكون على موقع ألو سيني (الفرنسية)
- فاني كوتينكون على موقع أول موفي (الإنجليزية)
- فاني كوتينكون على موقع قاعدة بيانات الأفلام السويدية (السويدية)
- فاني كوتينكون على موقع قاعدة بيانات الفيلم (الإنجليزية)
- فاني كوتينكون على موقع كينوبويسك (الروسية)